# George Charles Beresford
George Charles Beresford (n. 10 iulie 1864, County Leitrim, Border Region⁠(d), Irlanda – d. 21 februarie 1938, Brighton, Anglia, Regatul Unit) a fost un fotograf de studio britanic, originar din Drumlease, Dromahair, comitatul Leitrim.

## Biografie
Membru al familiei Beresford, condusă de marchizul de Waterford, și al treilea din cinci copii, el a fost fiul maiorului Henry Marcus Beresford (1835-1895) și al Juliei Ellen Maunsell (d. 1923). Bunicul lui a fost Marcus Beresford, arhiepiscop de Armagh, fiul cel mai mic al lui George Beresford, episcop de Kilmore, al doilea fiu al lui John Beresford, al doilea fiu al lui Marcus Beresford, primul conte de Tyrone.
Beresford a fost trimis la Westward Ho! în 1877 și a urmat cursurile de la United Services College. În 1882 s-a înscris la Royal Indian Engineering College din Cooper's Hill și de acolo a mers în India în 1882 ca inginer civil la Departamentul de Lucrări Publice. După patru ani s-a îmbolnăvit de malarie și s-a întors în Anglia pentru a studia arta, expunându-și lucrările la Royal Academy.
Între anii 1902 și 1932 a lucrat la un studio din Knightsbridge, aflat pe 20 Yeoman's Row, Brompton Road. Aici el a realizat portrete ale unor scriitori, artiști și politicieni care erau celebrități ale vremii. Imaginile sale au apărut în publicații precum The World's Work, The Sketch, The Tatler și The Illustrated London News. El a donat sume substanțiale către Crucea Roșie în Primul Război Mondial și a devenit mai târziu un comerciant de antichități de foarte mare succes. În 1943 galeria de artă National Portrait Gallery a achiziționat unele dintre negativele și fotografiile sale de la fostul său secretar.
Beresford a fost un prieten apropiat al lui Augustus John și al lui Sir William Orpen, un alt irlandez – ei au realizat fiecare portrete ale prietenilor lor. Personajul M'Turk din romanul Stalky & Co. al lui Kipling a fost inspirat de Beresford, a cărui autobiografie Schooldays with Kipling a apărut în 1936.

## Familia
Maiorul Henry Marcus Beresford (2 martie 1835 – 5 februarie 1895) și Julia Ellen Maunsell (decedată în 13 octombrie 1923) s-au căsătorit pe 10 aprilie 1861. Copiii lor au fost:
- 1 Lt.-col. Kennedy Beresford (25 ianuarie 1862 – 25 aprilie 1943) căsătorit cu Grace Des Barres, cu care a avut doi copii: Gervais De La Poer Beresford și Sybil Beresford
- 2 Marcus Francis Beresford (26 decembrie 1862 – 14 decembrie 1896) căsătorit cu Fanny Catherine Wingfield
- 3 George Charles Beresford (10 iulie 1864 – 21 februarie 1938)
- 4 Henry Lowry Lambert Beresford (noiembrie 1869 – 25 septembrie 1932)
- 5 Eva Emily Beresford (d. 18 februarie 1960) căsătorită cu Anthony Fritz Maude [10][11]

## Galerie

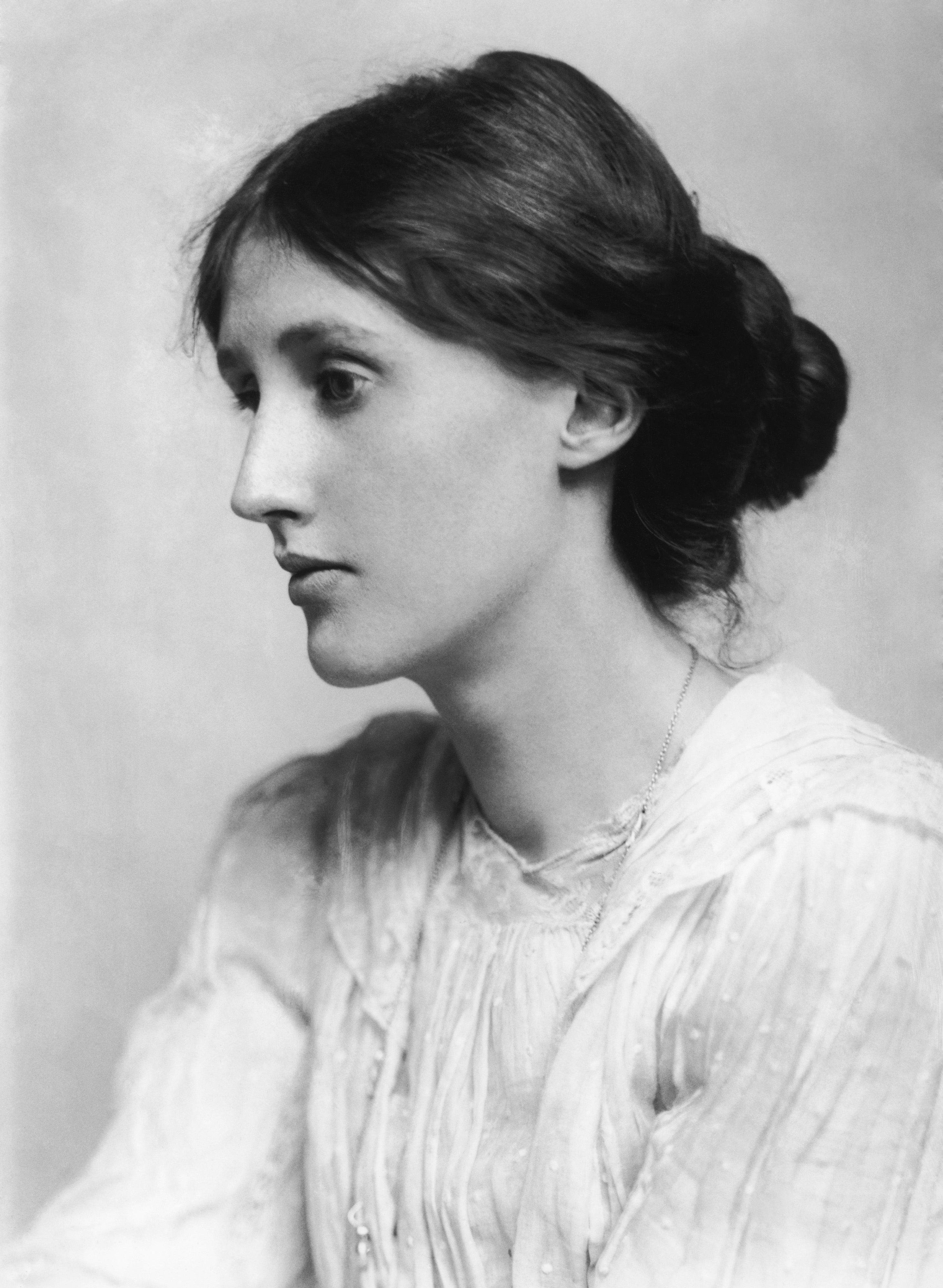
Virginia Woolf (1902)
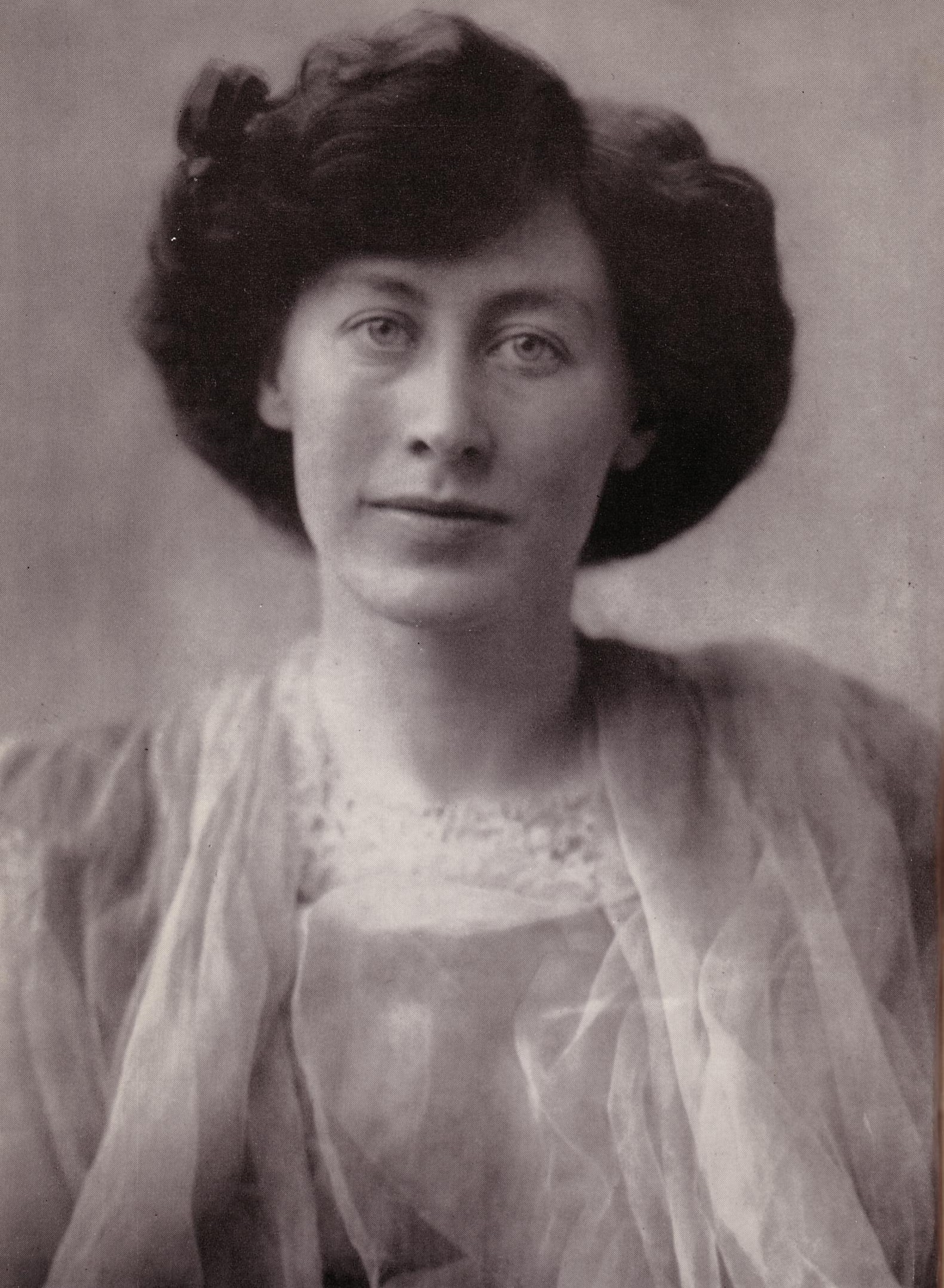
Olive Custance (1902)
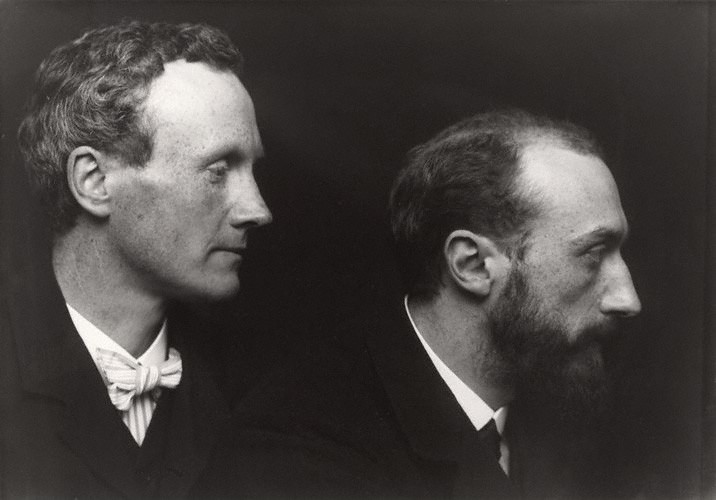
Charles Ricketts și Charles Haslewood Shannon (1903)
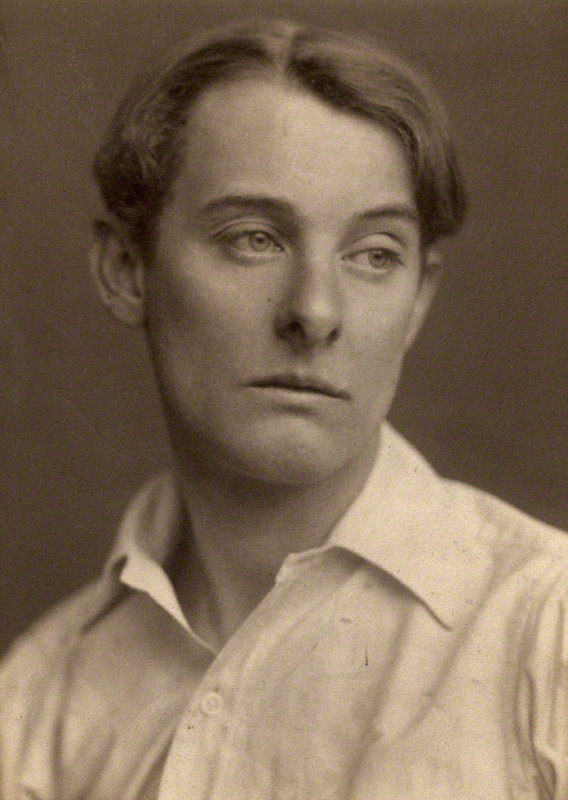
Lord Alfred Douglas (1903)